# Challenger de Sioux Falls 2024
El torneo Sioux Falls Challenger 2024, denominado por razones de patrocinio MarketBeat Open fue un torneo de tenis perteneció al ATP Challenger Tour 2024 en la categoría Challenger 75. Se trató de la 1ª edición; el torneo tuvo lugar en la ciudad de Sioux Falls (Estados Unidos), desde el 21 hasta el 27 de octubre de 2024 sobre pista dura bajo techo.

## Jugadores participantes del cuadro de individuales
| Preclasificado | País                      | Jugador             | Rank1 | Posición en el torneo |
| 1              | Bandera de Estados Unidos | Christopher Eubanks | 120   | Cuartos de final      |
| 2              | Bandera de Estados Unidos | Mitchell Krueger    | 149   | Primera ronda         |
| 3              | Bandera de Estados Unidos | Zachary Svajda      | 163   | Segunda ronda         |
| 4              | Bandera de Polonia        | Maks Kaśnikowski    | 171   | Primera ronda         |
| 5              | Bandera de Kazajistán     | Dmitry Popko        | 173   | Primera ronda         |
| 6              | Bandera de Estados Unidos | Patrick Kypson      | 177   | Cuartos de final      |
| 7              | Bandera de Estados Unidos | Nishesh Basavareddy | 195   | Primera ronda         |
| 8              | Bandera de Estados Unidos | Brandon Holt        | 196   | Cuartos de final      |

- 1 Se ha tomado en cuenta el ranking del 14 de octubre de 2024.

### Otros participantes
Los siguientes jugadores recibieron una invitación (wild card), por lo tanto ingresan directamente al cuadro principal (WC):
- Matthew Forbes
- Colton Smith
- Kyle Edmund

Los siguientes jugadores ingresan al cuadro principal tras disputar el cuadro clasificatorio (Q):
- Martin Borisiouk
- Antoine Ghibaudo
- Borna Gojo
- Andres Martin
- Keegan Smith
- Cooper Woestendick

## Campeones

### Individual Masculino
- Borna Gojo derrtó en la final a  Colton Smith por 6–1, 7–5

### Dobles Masculino
- Ryan Seggerman /  Patrik Trhac contra  Liam Draxl /  Cleeve Harper